# Game Changer Wrestling
Game Changer Wrestling (GCW) — американский независимый рестлинг-промоушн, базирующийся в Нью-Джерси. В настоящее время она принадлежит независимому рефери Бретту Лодердейлу.
Промоушен был основан рестлером Рикки Отазу в 1999 году под названием Jersey Championship Wrestling. В 2015 году он был переименован в Game Changer Wrestling и превратился из небольшого регионального промоушена в популярную национальную компанию, которая гастролирует по всем США, а также на международном уровне, совершая выезды в Японию. Компания преимущественно занимается хардкор-рестлингом, а в некоторых мероприятиях использует гибрид смешанных боевых искусств и рестлинга.
Среди наиболее популярных ежегодных мероприятий GCW — Bloodsport, Joey Janela’s Spring Break, Backyard Wrestling, Tournament of Survival и Nick Gage Invitational.

## История

### Jersey Championship Wrestling (1999—2004)
Jersey Championship Wrestling (JCW) была основана в январе 1999 года в Нью-Джерси независимым рестлером Рикки Отазу, также известным под своим именем Рикки О. JCW провела свое первое шоу 29 января 2000 года в Линдхерсте, Нью-Джерси. Позже в том же году JCW провела первый турнир Jersey J-Cup, который продолжали проводить до 2004 года, когда JCW была продана конкурирующей компании National Wrestling Superstars (NWS). Промоушен оставался бездействующим почти десять лет.

### Возрождение (2013—2015)
В сентябре 2013 года, после закрытия National Wrestling Superstars, Отазу вернул себе права на JCW и вновь открыл промоушен. В апреле 2014 года JCW открыл собственную тренировочную школу в Северном Бергене. Позже в том же году JCW вернулся к проведению Jersey J-Cup.

### Game Changer Wrestling (2015—2017)
В июне 2015 года Jersey Championship Wrestling переименовался в Game Changer Wrestling после того, как был куплен Бреттом Лодердейлом и Дэнни Деманто. После покупки GCW стал преимущественно показывать хардкор-рестлинг и продолжал пользоваться успехом в регионе Нью-Джерси, организовав несколько турниров, в которых участвовали независимые рестлеры высокого уровня, включая Nick Gage Invitational Ultraviolent Tournament, Tournament of Survival и Acid Cup.

### Экспансия (2017—н.в.)
В марте 2017 года GCW организовала шоу Джоуи Джанелы Spring Break в Ферн-Парке, Флорида. Это стало ежегодной традицией компании. GCW продолжала расширяться по всей территории США и в ноябре 2018 года провела свое первое шоу в Лос-Анджелесе под названием To Live and Die in LA. В апреле 2018 года GCW в сотрудничестве с Мэттом Риддлом провела шоу «Кровавый спорт Мэтта Риддла», объединившее рестлинг и правила смешанных единоборств. В 2019 году «Кровавый спорт» пройдет еще дважды, на этот раз при участии Джоша Барнетта. GCW также заключила партнерство с сервисом видеостриминга FITE TV для эксклюзивной трансляции мероприятий GCW. В августе 2019 года GCW отправилась в двухдневный тур по Японии.
В декабре 2020 года GCW попыталась прекратить сотрудничество с потоковой платформой Independent Wrestling TV (IWTV), впоследствии переместив свой контент на FITE TV. В 2021 году IWTV подала в суд на GCW за нарушение контракта.
23 января 2022 года GCW провела аншлаговое шоу The Wrld on GCW, свой дебют в Hammerstein Ballroom. Это мероприятие стало первым событием GCW, которое транслировалось на традиционных каналах pay-per-view.